# Terry McHugh
Terry McHugh (* 22. August 1963 in Clonmel, County Tipperary) ist ein ehemaliger irischer Speerwerfer.
McHugh wurde Zehnter bei den Leichtathletik-Weltmeisterschaften 1993 in Stuttgart und Siebenter bei den Leichtathletik-Europameisterschaften 1994 in Helsinki. Er qualifizierte sich für vier Olympische Spiele – 1988 Seoul (22.), 1992 Barcelona (27.), 1996 Atlanta (29.) und 2000 Sydney (20.). Er gewann in ununterbrochener Folge 21 nationale Titel von 1984 bis 2004.
Seine persönliche Bestleistung lag bei 82,75, erreicht im August 2000 in London. Dies ist noch immer irischer Rekord.
McHugh nahm auch an zwei Winter-Olympiaden teil – 1992 in Albertville (32. im Zweierbob) und 1998 in Nagano (27. im Zweierbob und 30. im Viererbob).
Er schloss enge Freundschaft mit seinem Bob-Teamkollegen und früheren Diskuswurf-Champion Garry Power (dessen Familie aus Dungarvan, Co. Waterford kam), der heute als Lehrer an einer Schule in England unterrichtet. McHugh lebt in der Schweiz mit seiner Frau Daniela (einer früheren Schweizer 400-m-Läuferin) und einem Sohn.
Nach dem Segler David Wilkins ist er der zweite irische Sportler, der an fünf Olympischen Spielen teilnahm.

## Speerwürfe bei größeren Meisterschaften
| 1988 | Olympische Spiele     | Seoul     | 22. | 76,46 m |
| 1992 | Olympische Spiele     | Barcelona | 27. | 73,26 m |
| 1993 | Weltmeisterschaften   | Stuttgart | 10. | 76,22 m |
| 1994 | Europameisterschaften | Helsinki  | 07. | 80,46 m |
| 1995 | Weltmeisterschaften   | Göteborg  | 21. | 74,58 m |
| 1996 | Olympische Spiele     | Atlanta   | 29. | 72,84 m |
| 1997 | Weltmeisterschaften   | Athen     | 14. | 77,90 m |
| 1998 | Europameisterschaften | Budapest  | 23. | 72,82 m |
| 1999 | Weltmeisterschaften   | Sevilla   | 20. | 77,23 m |
| 2000 | Olympische Spiele     | Sydney    | 20. | 79,90 m |
| 2001 | Weltmeisterschaften   | Edmonton  | 24. | 75,49 m |